# Correios Celular
Correios Celular é uma operadora móvel com rede virtual (MVNO, na sigla em inglês) pertencente aos Correios e utilizadora da rede da TIM através de outra operadora móvel com rede virtual chamada Surf Telecom, que atua na Grande São Paulo. A operadora começou a funcionar no dia 6 de março de 2017. Inicialmente, ela oferecia planos em 12 agências da cidade de São Paulo e posteriormente se expandiu para todo o estado de São Paulo, além dos estados do Rio de Janeiro, Santa Catarina, Goiás e Minas Gerais. Atualmente, a operadora alcança todo o território brasileiro. 